# 李農
李 農（り のう、生年不詳 - 350年）は、五胡十六国時代後趙及び冉魏の人物。

## 経歴
後趙に仕え、将軍に任じられた。
339年8月、征討大都督夔安は歩兵5万を率いて荊揚北部へ、騎兵2万を率いて邾城へ侵攻すると、李農は石鑑・石閔（後の冉閔）・張賀度・李菟と共にその傘下に入った。9月、後趙軍は各地で東晋軍に大勝して多数の将兵を討ち取り、李農もまた沔南を攻略している。最終的に邾城を陥落させると軍を返し、その途上で七千戸余りを略奪した。
やがて撫軍将軍に任じられた。さらに、使持節・監遼西北平諸軍事・征東将軍・営州牧に昇進し、令支を統治した。
同年、征北将軍張挙と共に3万の兵を率いて前燕へ侵攻し、凡城を攻撃した。前燕君主慕容皝は禦難将軍悦綰に千の兵を与えて防衛を命じた。悦綰は士卒の先頭に立って矢石に身を晒しながら防戦に当たり、李農らは力を尽くして攻めたが10日を経ても勝利出来なかった為、遂に撤退した。
後に司空に昇進した。石虎は西域からの渡来僧である仏図澄を重んじており、李農は石虎の命により、毎日朝晩には仏図澄の下へ拝礼していたという。
348年8月、石虎の子である石韜がその兄である皇太子石宣の差し金により殺害されると、石虎は宮殿を出て葬儀に参加しようとした。この時、李農は「秦公（石韜）を害した者は未だ判明しておりません。もし賊がまだ京師（鄴）に居るのであれば、軽々しく出歩くべきではありません。」と諫めたので、石虎は自ら喪事に臨むのを中止し、警戒を厳重にしてから太武殿において哀悼した。
9月、石虎の内意により、李農は張挙と共に石世を石宣に代わって皇太子に立てる事を決議し、その請願書を公卿達から出させるよう命じた。大司農曹莫がこれに反対すると、李農は張挙と共にその説得に当たった。
349年1月、石宣の配下であった高力督梁犢が下弁で謀反を起こし、その数は10万にも及んだ。彼らは長安を突破すると、潼関から洛陽目掛けて進撃した。石虎は李農を大都督・行大将軍事に任じ、衛軍将軍張賀度らを始め10万の兵を与えて迎撃させた。李農は新安まで進んだ所で反乱軍と遭遇したが、ここで大敗を喫した。さらに、洛陽でも再び敗戦を喫し、成皋まで撤退してこれを固守した。この反乱は最終的に燕王石斌・統冠将軍姚弋仲・車騎将軍蒲洪（後の苻洪）によって鎮圧された。
4月、石虎が逝去して石世が位を継ぐと、張豺が政権を握った。張豺は李農を疎ましく思って誅殺を目論み、太尉張挙にこの事を相談した。だが、張挙は李農と親交篤かったので、この話を密告した。これを受け、李農は後趙と袂を分かって広宗へ逃走すると、乞活の李惲・田徽の残党であった数万の兵を率い、上白城に籠城した。 劉皇太后は張挙に宿衛の諸軍を与えると、上白城を包囲させた。
5月、上白城に派兵した事から鄴は手薄となっており、彭城王石遵はこれを好機と捉え、石世の廃立を掲げて李城で決起した。張豺は大いに恐れ、上白城を包囲していた軍を呼び戻すよう命じた。だが時既に遅く、各地では離反者が続出し、張豺や劉皇太后は戦意喪失してしまった。石遵は戦う事無く鄴に入城を果たすと、石世を廃して自ら即位し、上白城の包囲を解くよう命じた。こうして李農は鄴へ帰還すると、自らの罪を述べて謝罪したが、石遵は李農を一切罪には問わず、元の地位へ戻してやった。
同月、沛王石沖は石遵の横暴に憤り、石遵誅殺を掲げて5万の兵を率いて薊から南下し、常山を通過する頃にはその兵数は10万を越えた。石遵の命により、李農は石閔と共に10万の兵を率いて迎撃に当たった。李農らは平棘にて石沖と交戦となり、これに大勝した。さらに、元氏において石沖を捕縛した。石遵は石沖に自殺を命じ、その麾下の兵3万を生き埋めにした。後に李農は南討大都督に任じられた。
7月、魯の500家余りの百姓が兵を後趙から離反し、東晋に帰順した。彼らは北伐を敢行していた征北大将軍褚裒に救援を求め、褚裒は配下の王龕・李邁に精鋭3千を与えて百姓を迎え入れさせた。李農は2万の騎兵を率いて迎撃に赴き、代陂において交戦となり、王龕らを大敗させ、みな捕虜とした。
11月、石閔が石遵廃立計画を企てると、李農は右衛将軍王基と共にその謀略に参画した。計画は成功し、石遵は捕らえられて間もなく処刑され、石鑑が代わって即位した。李農は功績として大司馬・録尚書事に任じられた。
12月、石鑑は石閔・李農の排斥を目論み、楽平王石苞・中書令李松・殿中将軍張才に命じて琨華殿にいる李農らへ夜襲を仕掛けたが、成功しなかった。これにより宮中は大混乱に陥り、石鑑は大いに恐れ、この件に一切関係ないかのように振る舞い、その夜のうちに西中華門で実行犯の李松・張才・石苞を殺害した。
同月、襄国を鎮守していた新興王石祗は石閔と李農の誅殺を掲げ、姚弋仲・蒲洪らと結託して内外へ檄を飛ばした。石閔と李農は汝陰王石琨を大都督に任じ、張挙・侍中呼延盛に7万の兵卒を与えて、二道から石祗を攻撃させた。
この時、中領軍石成・侍中石啓・前の河東郡太守石暉は石閔と李農の誅殺を企てたが、事が露見して逆に殺害された。さらに、龍驤将軍孫伏都と劉銖もまた李農らの誅殺を企て、羯族の兵士3千人を宮中の胡人と呼ばれる場所に伏せると共に、中台にいる石鑑の身柄を抑えた。その後、孫伏都らは李農らを攻めるも敗北を喫し、退却して鳳陽門に立て籠もった。李農らは数千の兵を率いて金明門を破壊し、中台へ向かった。石鑑は殺されるのを恐れ、すぐに石閔と李農を招き寄せ、門を開いて中へ迎え入れると「孫伏都が造反したぞ。卿らは速やかにこれを討つように」と命じた。李農は孫伏都らを攻撃すると、これを撃破してその首級を挙げた。鳳陽門から琨華殿へ至るまで屍が連なり、流血は川を成す程であったという。この後、石閔は石鑑を御龍観へ軟禁し、さらに胡人の大量虐殺を始めた。
350年1月、石閔は自らの独断で国号を衛に変更し、自らの姓を「李」と改めた。李農はこれに従ったが、太宰趙庶・太尉張挙を始め万を越える公卿が離反し、その多くは襄国の石祗を頼った。また、姚弋仲や蒲洪を始めとして自立する者も数多く、彼らは各々数万の兵を擁して石閔へ反旗を翻した。
同月、李農は李閔（石閔）と共に3万の兵を率い、石閔に反抗して石瀆に拠っていた張賀度を討伐した。
2月、捕らわれていた石鑑は李農らが不在の隙に鄴を奪還しようと企み、滏口に拠っていた張沈へ密書を書いた。だが、その使者となった宦官は寝返って李閔へ密告したので、李閔と李農は鄴へすぐさま帰還した。そして遂に石鑑を廃立すると、これを殺害した。さらに、石虎の孫28人を皆殺しとした。
ここにおいて、司徒申鍾らは李閔へ帝位に即くよう進めたが、李閔は李農こそが相応しいとしてこれを譲った。だが、李農もまた固辞して受けなかったので、李閔は帝位へ即き、国号を大魏と定めた。その後、本来の姓である「冉」に改めた。
3月、冉閔により太宰・領太尉・録尚書事任じられ、斉王に封じられた。まら、彼の諸子もみな県公に封じられた。
4月、李農とその3人の子は冉閔により誅殺された。理由は定かではないが、その権勢を警戒されたのだと思われる。